# Endless Dream
Endless Dream è un brano del gruppo musicale inglese di rock progressivo Yes, uscito nel 1994 e contenuto nell'album Talk. Il brano è diviso in tre sezioni, Silent Spring, Talk ed Endless Dream, ed è la prima suite dopo Machine Messiah, dell'album Drama, del 1980.